# After the Love Has Gone
Singles de Earth, Wind and Fire
Boogie Wonderland
(1979) In the Stone
(1979)
Clip vidéo
[vidéo] « After the Love Has Gone », sur YouTube
After the Love Has Gone est une chanson du groupe américain Earth, Wind and Fire, parue sur l'album I Am. Elle est sortie le 12 juillet 1979 chez Columbia Records en tant que deuxième single de l'album. La chanson est composée par Jay Graydon et David Foster sur des paroles de Bill Champlin.
La chanson s'est notamment classée à la 2e place des classements américains Billboard Hot 100 et Billboard Hot Soul Singles, à la 4e place du classement des singles britannique et à la 3e place du classement Billboard Adult Contemporary américain. After the Love Has Gone a également été certifié disque d'or aux États-Unis par la RIAA et disque d'argent au Royaume-Uni par la BPI,. 
Lors de la 22e cérémonie des Grammy Awards en 1980, After the Love Has Gone est nommée dans les catégories « enregistrement de l'année » et « chanson de l'année » et remporte les prix de la meilleure prestation vocale R&B d'un duo, d'un groupe ou d'un chœur et de la meilleure chanson rhythm and blues,.

## Liste des titres
| A. | After the Love Has Gone | 3:55 |
| B. | Rock That!              | 3:07 |

## Personnel
- Musique – David Foster, Jay Graydon
- Paroles – Bill Champlin
- Producteur – Maurice White
- Chant et chœurs – Maurice White et Philip Bailey
- Guitare – Johnny Graham
- Basse – Verdine White
- Batterie – Fred White
- Synthétiseurs Oberheim et Moog, piano – Larry Dunn
- Arrangement des cuivres – Jerry Hey
- Arrangement des cordes – David Foster
- Solo de saxophone alto – Don Myrick

Ingénieurs du son
- Ingénieur du son – George Massenburg, Tom Perry
- Ingénieur du mixage – George Massenburg
- Ingénieur assistant – Craig Widby, Ross Pallone

## Classements et certifications
| Classement (1979)                      | Meilleure position |
| -------------------------------------- | ------------------ |
| Australie (Kent Music Report)          | 62                 |
| Belgique (Flandre Ultratop 50 Singles) | 27                 |
| Canada (Top Singles)                   | 11                 |
| Canada (Adult Contemporary Tracks)     | 16                 |
| États-Unis (Hot 100)                   | 2                  |
| États-Unis (Hot Soul Singles)          | 2                  |
| États-Unis (Adult Contemporary)        | 3                  |
| États-Unis (Cash Box Top 100)          | 3                  |
| Europe (Europarade)                    | 27                 |
| Irlande (IRMA)                         | 8                  |
| Nouvelle-Zélande (RMNZ)                | 8                  |
| Pays-Bas (Nederlandse Top 40)          | 20                 |
| Pays-Bas (Nationale Hitparade)         | 28                 |
| Rhodésie (Hits of the Week)            | 12                 |
| Royaume-Uni (UK Singles Chart)         | 4                  |

| Classement (1979)               | Position |
| ------------------------------- | -------- |
| Canada (Top Singles)            | 85       |
| États-Unis (Hot 100)            | 38       |
| États-Unis (Hot Soul Singles),  | 41       |
| États-Unis (Adult Contemporary) | 34       |
| États-Unis (Cash Box)           | 42       |
| Royaume-Uni (UK Singles Chart)  | 72       |

### Certifications
| Région                                | Certification | Ventes/Streams |
| ------------------------------------- | ------------- | -------------- |
| États-Unis (RIAA)                     | Or            | 1 000 000^     |
| Royaume-Uni (BPI)                     | Argent        | 250 000^       |
| ^Mise en rayon selon la certification |               |                |